# La famiglia Passaguai
La famiglia Passaguai är en italiensk komedifilm från 1951 i regi av Aldo Fabrizi.

## Roller (urval)
- Aldo Fabrizi – Peppe Passaguai
- Ave Ninchi – Margherita, Peppes fru
- Giuseppe De Filippo – Mazza, Peppes kollega
- Tino Scotti – Villetti, Peppes chef
- Nyta Dover – Marisa, sekreterare
- Giovanna Ralli – Marcella, Peppes dotter
- Carlo Delle Piane – Gino, Peppes son